# Філинюк Микола Антонович
Філинюк Микола Антонович (19 лютого 1945, м. Магадан, РРФСР — 4 грудня 2016) – український науковець, доктор технічних наук (1984), професор (1985), завідувач кафедри проектування комп’ютерної і телекомунікаційної апаратури Вінницького національного технічного університету (1985–     ), заслужений діяч науки і техніки України (2008), академік Академії інженерних наук України (1991).

## Життєпис
Філинюк М. А. народився 19 лютого 1945 року в м. Магадан в сім’ї льотчика військово-морської авіації. Сім’я Філинюків багато переїжджала та проживала в різних містах колишнього Радянського Союзу тож Микола Антонович постійно змінював школи. 8 класів середньої школи № 1 він закінчив у селищі Первомайському Архангельської області, а 11 класів ЗОШ № 9 міста Вінниці. 
В 1963 році Микола Антонович вступив до Саратовського вищого командно-інженерного училища, де, паралельно з навчанням, займався науковими дослідженнями в галузі голографії та лазерної техніки під керівництвом інженер-полковника А. Черняхова. У 1968 році Філинюку М. А. присвоєно кваліфікацію воєнного інженера-електрика за спеціальністю «Електрообладнання спеціальної техніки». Філинюк М. А. перебував у резерві Міністерства оборони СРСР та згодом був звільнений у запас за станом здоров’я.

## Професійна діяльність
1968 — асистент кафедри електроніки Вінницького філіалу Київського політехнічного інституту
1971-1973 — аспірант Київського політехнічного інституту за спеціальністю «Фізика твердого тіла» 
1974 — захист кандидатської дисертації за спеціальністю «Мікроелектронні та напівпровідникові прилади та їх технологія» та присвоєння вченого ступеню кандидата технічних наук
1974 — старший викладач кафедри автоматики та інформаційно-вимірювальної техніки ВФ КПІ
1984 — захист докторської дисертації за спеціальністю «Елементи та пристрої обчислювальної техніки та систем керування» в Інституті кібернетики АН України та присвоєння вченого ступеня доктора технічних наук
1985 — присвоєнно вчене звання професора
1985 — завідувач кафедри «Автоматизація проектування» Вінницького політехнічного інституту
1991 — обрано академіком Академії інженерних наук України.
1994 — кандидат в народні депутати України
2002–2005 – декан факультету медико-біологічного та електронного приладобудування інституту радіотехніки, зв'язку та приладобудування (ІнРТЗП) ВНТУ

## Звання та нагороди
1966 — медаль «20 років перемоги у Великій Вітчизняній війні 1941-1945 р.р.»
1968 — ювілейна медаль «50 років Збройних Сил СРСР»
1980 — бронзова медаль ВДНГ СРСР
1981 — бронзова медаль ВДНГ СРСР (друга)
1982 — срібна медаль ВДНГ СРСР
1983 — бронзова медаль ВДНГ СРСР (третя)
1984 — лауреат Всесоюзного огляду науково-технічної творчості молоді
1986 — Нагрудний знак «За відмінні успіхи в роботі» в галузі вищої освіти СРСР за багаторічну плідну науково-педагогічну діяльність по підготовці висококваліфікованих фахівців
1987 — бронзова медаль ВДНГ СРСР (четверта)
2006 — Почесна грамота Вінницької обласної державної адміністрації
2008 — Почесне звання «Заслужений діяч науки і техніки України» 
2009 — грамота Міністерства освіти і науки України
2010 — Почесна грамота ЦК профспілкової організації працівників освіти і науки України

## Наукова діяльність
У 1985 р. Філинюк М. А. сформулював новий науковий напрямок – «Негатроніка», який об’єднав теорію і практику створення та застосування негатронів. В 1986 р. організував та очолив міжнародний координаційний центр з проблеми «Негатроніка», куди ввійшли вчені країн СНД. До його складу увійшли відомі вчені: професори В. С. Андрєєв, С. А. Гаряінов, В. П. Дьяконов, Л. Н. Степанова, Ф. Д. Касімов, О. Н. Негоденко, Л. Н. Біберман, А. С. Тагер. Значний внесок у становлення цього напрямку внесла перша Всесоюзна науково-технічна конференція «Приборы с отрицательным сопротивлением и интегральные преобразователи на их основе», проведена в 1991 році в м. Баку під керівництвом професорів М. А. Філинюка та Ф. Д. Касімова, а також опублікована Російською академією наук монографія колективу авторів «Негатроника», остаточно затвердивши «Негатроніку» як самостійний науковий напрям. 
Філинюк М. А. створив наукову школу по розробці електронних пристроїв на базі RLC-негатронів. «Негатроніка» присвячена використанню різних ефектів в різноманітних структурах, що дозволяє реалізувати високоефективні інформаційні прилади, такі як давачі та різні елементи обчислювальної техніки, фільтри.

## Педагогічна та навчально-методична діяльність
У 1985 р. професором М. А. Філинюком організована кафедра «Автоматизація проектування». Більшість сьогоднішніх науковців кафедри «Проектування комп’ютерної та телекомунікаційної апаратури (ПКТА)» ВНТУ – учні Миколи Антоновича. Десять викладачів, які раніше працювали на кафедрі, захистили докторські дисертації або отримали вчене звання професора кафедри (Й. Й. Білинський, В. П. Кожем’яко, Л. Б. Ліщинська, Т. Б. Мартинюк, П. А. Молчанов, С. В. Павлов, А. П. Ротштейн, Л. І. Тимченко, С. Д. Штовба).
Всього під керівництвом професора М. А. Філинюка захистилися 15 кандидатів технічних наук, більше 20 магістрів. На різних етапах підготовки він консультував чотирьох майбутніх докторів технічних і медичних наук.
Результатом наукової та педагогічної діяльності М. А. Філинюка є понад 650 публікацій, що включають монографії, підручники, навчальні посібники, більше 100 авторських свідоцтв і патентів на винаходи та ін. Особливе місце серед цих робіт займає монографія «Активные СВЧ фильтры на транзисторах» (Москва, 1987) – перша в світі книга в галузі, підготовлена колективом авторів монографія «Негатроника» (Новосибірськ, 1995). Широке застосування в навчальних закладах СРСР і за кордоном отримали підручники М. А. Філинюка «Microelectronic Devices and Fundamentals of Their Design» ( Moscow, 1989) та «Інтегральні мікросхеми та основи їх проектування» (Москва, 1999).
В 2002 році, вперше у світовій практиці, ним був підготовлений і поставлений у Вінницькому національному технічному університеті навчальний курс «Основи негатроніки». Розроблений Філинюком курс в даний час повністю або частково читається в Таганрозькому університеті радіоелектроніки і в Азербайджанському технічному університеті. 

### Найважливіші наукові результати
отримані професором М. А. Філинюком:
-	узагальнені математичні моделі потенційно-нестійких чотириполюсників, доказ можливості використання біполярних транзисторів в активному режимі на частотах, що значно перевищують їх максимальну частоту генерації;
-	розробка теорії кіл з LC-негатронами;
-	створення метрологічних основ проектування пристроїв і систем на базі негатронів;
-	запропоновано принципово новий метод «плаваючого навантаження», що забезпечує вимір іммітансних W-параметрів чотириполюсників в діапазоні НВЧ; 
-	впроваджено новий метод вимірювання параметрів фізичних еквівалентних схем активної області кристала біполярних транзисторів і транзисторів Шотткі; 
-	обґрунтовано принципи побудови імітансної логіки і напівактивних генераторних датчиків; 
-	розроблено основи критеріальної оцінки ефективності інформаційних пристроїв, що використовують потенційно-нестійкі узагальнені перетворювачі імітансу; 
-	сформульовано нові піднапрямки негатроніки – оптонегатроніка і біонегатроніка. 
Результати наукових досліджень Миколи Антоновича впроваджені в розробки спеціальної техніки, а також в організаціях освіти та охорони здоров’я. 

### Розробки
1. Біометричний електростимулятор
2. Матричний ємнісний автогенераторний RC-негасенсор
3. Нейронна мережа на негатронах 
4. Металошукач на негатронах
5. Пристрій індикації характеру реактивного навантаження
6. Комплект генераторних давачів дистанційного контролю навколишнього середовища та оптоіммітансних логічних схем
7. Комплект активних НВЧ фільтрів

## Суспільна діяльність
1) Член навчально-методичної комісії Міністерства освіти та науки України
2) Член Спеціалізованої вченої ради Д05.052.02 по захисту кандидатських і докторських дисертцій за спеціальностями:
05.11.08 – Радіовимірювальні прилади;
05.11.13 – Прилади і методи контролю та визначення складу речовини
3) Член редакційної колегії науково-технічних журналів
– Вісник Вінницького політехнічного інституту;
– Інформаційні технології та комп’ютерна інженерія;
– Вимірювальна та обчислювальна техніка в технологічних процесах;
4) Керівник міжнародного координаційного центра за напрямком «Негатроніка»

## Монографії
1.	LC-негатрони та їх застосування : монографія / М. А. Філинюк, О. О. Лазарєв, О. В. Войцеховська ; ВНТУ. – Вінниця : ВНТУ, 2012. – 308 с.   
2.	Активні УВЧ і НВЧ-фільтри : монографія / М. А. Філинюк, Л. Б. Ліщинська ; ВНТУ. – Вінниця : ВНТУ, 2010. – 395 с. 
3.	Активные СВЧ-фильтры на транзисторах / Н. А. Филинюк. – М. : Радио и связь, 1987. – 113 с. : ил. – (Массовая б-ка инженера «Электрон.»). – Библиогр. : с. 110-112. 
4.	Активные УКВ-фильтры / Н. А. Филинюк. – М. : Радио и связь, 1984. – 55 с. : ил. – (Массовая радиобиблиотека ; Вып. 1077). – Библиогр. : с. 54. 
5.	Аналіз і синтез інформаційних пристроїв на базі потенційно-нестійких узагальнених перетворювачів імітансу : монографія / М. А. Філинюк. – Вінниця : ВДТУ, 1998. – 85 с. 
6.	Елементи та пристрої автоматики на основі нелінійних властивостей динамічних негатронів : монографія / М. А. Філинюк, О. В. Войцеховська ; ВНТУ. – Вінниця : УНІВЕРСУМ-Вінниця, 2008. – 189 с. 
7.	Інформаційні пристрої на основі потенційно-нестійких багатоелектродних напівпровідникових структур Шотткі : монографія / М. А. Філинюк, О. М. Куземко, Л. Б. Ліщинська ; ВНТУ. – Вінниця : ВНТУ, 2009. – 274 с. 
8.	Метод синтезу моноімітансних логічних елементів та спеціалізовані пристрої на їх основі: монографія / М. А. Філинюк, Й. Й. Білинський, В. П. Стахов; ВНТУ. – Вінниця: ВНТУ, 2019. – 1 електрон. опт. диск.
9.	Методи та засоби вимірювання параметрів потенційно-нестійких чотириполюсників : монографія / М. А. Філинюк, К. В. Огородник, Л. Б. Ліщинська ; ВНТУ. – Вінниця : ВНТУ, 2010. – 176 с.
10.	Метрологічні основи негатроніки: Монографія / М. А. Філинюк, Д. В. Гаврілов; МОН України. – Вінниця: УНІВЕРСУМ-Вінниця, 2006. – 188 с.  
11.	Одноперехідні узагальнені перетворювачі імітансу для елементів і пристроїв інформаційно-вимірювальних систем : монографія / М. А. Філинюк, М. В. Богомолова ; ВНТУ. – Вінниця : ВНТУ, 2014. – 148 с. 
12.	Оптонегатроніка : монографія / М. А. Філинюк, С. Є. Фурса ; ВНТУ. – Вінниця : ВНТУ, 2011. – 204 с. 
13.	Організація і побудова спецобчислювачів моментних ознак зображення : монографія / М. А. Філинюк, Л. Б. Ліщинська ; МОН України. – Вінниця : УНІВЕРСУМ-Вінниця, 2006. – 162 с. 
14.	Основи негатроніки : монографія. Т. I : Теоретичні і фізичні основи негатроніки / М. А. Філинюк ; ВНТУ. – Вінниця : УНІВЕРСУМ-Вінниця, 2006. – 456 с. 
15.	Основи негатроніки : монографія. Т. II : Прикладні аспекти негатроніки / М. А. Філинюк ; ВНТУ. – Вінниця : УНІВЕРСУМ-Вінниця, 2006. – 306 с. 
16.	Прогнозирование и профилактика акушерской патологии / Е. Г. Михайленко, П. Г. Жученко, Н. А. Филинюк [и др.] ; под ред. Е. Г. Михайленко, П. Г.  Жученко. – Киев : Здоровье, 1989. – 224 с. 
17.	Физико-технические и схемотехнические особенности проектирования кремниевых микроэлектронных преобразователей на основе негатронов / Ф. Д. Касимов, Ф. Г. Агаев, Н. А. Филинюк ; под ред. Ф. Д. Касимова. – Баку : Баку-ЭЛМ, 1999. – 234 с. 
18.	Физико-технологические и схемотехнические основы негатроники : монография / А. М. Пашаев, Ф. Д. Касимов, О. Н. Негоденко, Н. А. Филинюк. – Баку : Элм, 2008. – 433 с.

## Захоплення
Риболовля та подорожі